# Encs
Encs è una città dell'Ungheria di 7.052 abitanti (dati 2001) . È situata nella contea di Borsod-Abaúj-Zemplén a 30 km dal capoluogo Miskolc.

## Storia
La zona della città è abitata da 6.000 anni. Fu menzionata per la prima volta in un documento nel 1219.